# Genduara punctigera
Genduara punctigera là một loài bướm đêm thuộc họ Lasiocampidae. Nó được tìm thấy ở khu vực đông nam của Úc.
Sải cánh dài khoảng 50 mm.
Ấu trùng ăn Exocarpus cupressiformis.

## Hình ảnh

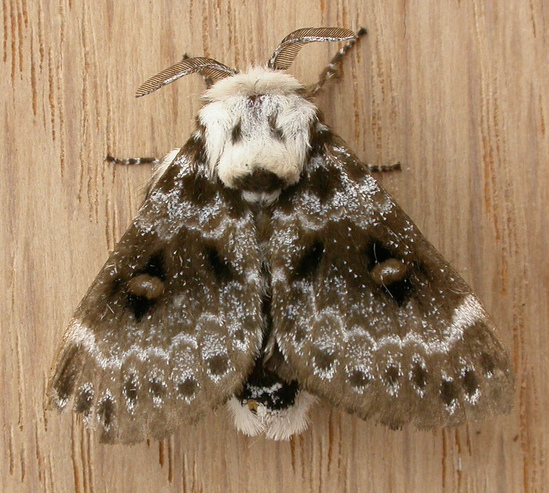